# Port lotniczy General Manuel Serrano
Port lotniczy General Manuel Serrano – port lotniczy położony w mieście Machala, w Ekwadorze.